# Rafał Boguski
Rafał Boguski, né le 9 juin 1984 à Ostrołęka en Pologne, est un footballeur international polonais. Il évolue au poste de milieu offensif, voire ailier gauche au Kalwarianka Kalwaria Z..

## Carrière

### En club
Rafał Boguski a commencé sa carrière au ŁKS Łomża. En 2000, à l'âge de 16 ans, il signe ses premières apparitions dans le groupe professionnel. Lors de la saison 2003-04, il contribue grandement à l'accession du club à la troisième division, buteur à dix-neuf reprises pour la seconde année d'affilée.
Après une autre saison au ŁKS, Boguski signe le 17 août 2005 pour le Wisła Cracovie. Mais l'entraîneur de l'époque, Jerzy Engel, ne souhaite pas immédiatement l'appeler dans son groupe, et laisse Boguski six mois dans son équipe formatrice. 
En décembre 2005, le nouvel entraîneur roumain Dan Petrescu l'intègre dans son équipe. Boguski, tout d'abord cantonné au rôle de réserviste, dispute son premier match en Ekstraklasa le 1er avril 2006, face au Polonia Varsovie.
Le 19 juillet, le joueur est prêté au GKS Bełchatów pour six mois. En difficulté durant le début de saison, Rafał Boguski prend ses marques sur le flanc gauche de l'équipe. À la mi-saison, Orest Lenczyk, entraîneur du GKS, parvient à prolonger le prêt du joueur jusqu'en juin. Membre important de l'effectif, il participe à la bonne saison de son club, conclue par une deuxième place au classement, la deuxième dans la carrière du joueur.
De retour à Cracovie, Boguski ne tarde pas à faire son trou. Après deux échecs nationaux consécutifs, Rafał Boguski va connaître une saison 2007-08 riche en succès. Avec un parcours presque parfait en championnat, le Wisła est sacré champion. Élément majeur du onze de Maciej Skorża, il atteint les finales des Coupe et Supercoupe de Pologne. Grâce à cette très belle saison, il connaît ses premières capes avec l'équipe nationale, dirigée par Leo Beenhakker. Son contrat a été prolongé jusqu'au 30 juin 2012. 
Le 30 juillet 2008, il dispute son premier match en Coupe d'Europe, contre le Betar Jérusalem en Ligue des Champions.
En mai 2010, il prolonge son contrat jusqu'en 2015.

### En sélection
Rafał Boguski a fait ses débuts avec la Pologne le 15 décembre 2007 face à la Bosnie-Herzégovine, lors d'un match amical disputé à Antalya. Remplaçant en début de rencontre, il entre en jeu à la mi-temps, à la place de Szymon Pawłowski. Presque un an plus tard (le 14 décembre), et alors qu'il dispute son troisième match en équipe nationale, Boguski inscrit à la 52e minute le seul but de la partie, contre la Serbie. Le 1er avril 2009, il marque le but le plus rapide de l'histoire de la sélection, après seulement 21 secondes de jeu contre Saint-Marin. Il réalise le doublé 20 minutes plus tard, dans un match lui aussi historique, étant celui que la Pologne a remporté sur le score le plus large (10-0).

### Palmarès
- Vice-Champion de Pologne : 2006, 2007
- Champion de Pologne : 2008, 2009 et 2011
- Finaliste de la Coupe de Pologne : 2008
- Finaliste de la Supercoupe de Pologne : 2008